# Lituiforminoides
Lituiforminoides es un género de foraminífero bentónico considerado un sinónimo posterior de Lituotuba de la familia Lituotubidae, de la superfamilia Lituotuboidea, del suborden Lituolina y del orden Lituolida. Su especie tipo era Lipsonia lipsonae. Su rango cronoestratigráfico abarcaba el Holoceno.

## Discusión
Clasificaciones previas incluían Lituiforminoides en el suborden Textulariina del orden Textulariida, o en el orden Lituolida sin diferenciar el suborden Lituolina. Algunas clasificaciones han considerado Lituiforminoides válido y lo han incluido en la Subfamilia Lituiforminiudinae de la Familia Tolypamminidae o de la Familia Ammodiscidae.

## Clasificación
Lituiforminoides incluía a la siguiente especie:
- Lituiforminoides lituiformis